# Of Monsters and Men
Of Monsters and Men (ocasionalmente abreviado como OMAM) é uma banda de indie folk formada na Islândia em 2010. É composta pelos islandeses Nanna Bryndís Hilmarsdóttir (vocal e violão), Ragnar "Raggi" Þórhallsson (vocal e violão), Brynjar Leifsson (guitarra), Arnar Rósenkranz Hilmarsson (bateria) e Kristján Páll Kristjánsson (baixo). Em 2012, o ex-integrante Árni Guðjónsson anunciou sua saída da banda para terminar os estudos. A banda foi formada após um projeto solo da vocalista, chamado Songbird, que depois recrutou os outros integrantes da banda.
A banda ganhou sucesso internacional depois de vencer a batalha anual de bandas na Islândia, Músíktilraunir, em 2010. Em 2011, o Of Monsters and Men lançaram um EP intitulado Into the Woods. O álbum de estréia de 2011 da banda, My Head Is an Animal, atingiu a posição #1 na Austrália, Islândia, Irlanda e nas categorias Rock e Alternative Songs dos Estados Unidos, enquanto alcançou a posição #6 na Billboard 200 como melhor álbum, #3 do Reino Unido, e o Top 20 da maioria das tabelas européias e canadenses. Seu principal single, "Little Talks" foi um sucesso internacional, alcançando o Top 10 na maioria das paradas musicais na Europa, incluindo o #1 na Irlanda e na Islândia e #1 em Alternative Songs dos Estados Unidos.
Eles ganharam o European Border Breakers Awards de 2013.

## História
O Of Monsters and Men foi formado na Islândia em 2010, originário do Songbird, um projeto solo da vocalista Nanna Bryndís Hilmarsdóttir. Nanna recrutou Ragnar "Raggi" Þórhallsson (voz e violão), Brynjar Leifsson (guitarra) e Arnar Rósenkranz Hilmarsson (bateria) para a banda, e escolheram o nome Of Monsters and Men, por sugestão de Raggi. Logo depois, Kristján Páll Kristjánsson (baixo) e Árni Guðjónsson (teclado) foram adicionados à formação e a banda então começou a compor músicas e gravar suas primeiras demos. O grupo começou a ganhar reconhecimento após vencer a competição anual de bandas Músíktilraunir, que ocorre em Reykjavík, Islândia.
Em fevereiro de 2011, assinaram um contrato de gravação com a Record Records e começaram a gravação de seu primeiro álbum. O álbum de estreia do Of Monsters and Men, My Head Is an Animal, foi lançado em setembro de 2011 na Islândia. O single "Little Talks" foi um sucesso nacional, e abriu as portas para uma carreira internacional. Assim, o grupo assinou com a Universal Records e então My Head Is an Animal foi lançado mundialmente em abril de 2012.
O álbum foi suporte para uma longa turnê mundial que durou 18 meses. No meio da turnê, em outubro de 2012, o pianista Árni resolveu deixar a banda, para voltar à faculdade. Durante a turnê, o Of Monsters and Men tocou em vários países, incluindo o Brasil, como parte do Lollapalooza Brasil de 2013, além de performances em outros dos maiores festivais do mundo. A turnê foi finalizada em setembro de 2013, e foi seguida por uma pequena pausa nas atividades da banda.
Em novembro a banda lançou a canção "Silhouettes", como parte da trilha sonora de Hunger Games: Catching Fire. Em dezembro do mesmo ano, a lançaram o seu primeiro álbum ao vivo, o EP Live from Vatnagarðar, gravado em um estúdio da Islândia exclusivamente para o iTunes.
Em fevereiro de 2014 o pequeno hiato da banda chegou ao fim e o Of Monsters and Men começou a compor seu novo disco. Em novembro a banda iniciou a gravação do disco no Eldorado Studios, em Burbank. O primeiro single do novo disco foi Crystals, anunciado em 16 de março de 2015. O segundo álbum da banda, Beneath the Skin, foi lançado no dia 9 de junho.
Em maio de 2017, a banda anunciou, através de sua conta oficial do Instagram, que estava em estúdio gravando seu terceiro disco. O terceiro álbum da banda, Fever Dream, foi lançado no dia 26 de julho de 2019.

## Discografia
- My Head Is an Animal (2012)
- Beneath the Skin (2015)
- Fever Dream (2019)

## Formação

### Membros atuais
- Nanna Bryndís Hilmarsdóttir - vocal e violão (2010–presente)
- Ragnar "Raggi" Þórhallsson - vocal e violão (2010–presente)
- Brynjar Leifsson - guitarra (2010–presente)
- Arnar Rósenkranz Hilmarsson - bateria (2010–presente)
- Kristján Páll Kristjánsson - baixo (2010–presente)

### Membros de apoio
- Ragnhildur Gunnarsdóttir - trompete e teclados (2012–presente)
- Steingrimur Karl Teague - piano e acordeão (2012–presente)
- Bjarni Þór Jensson - guitarra (2015–presente)
- Sigrún Kristbjörg Jónsdóttir - trombone (2015–presente)

### Ex-membros
- Árni Guðjónsson - piano e acordeão (2010–2012)